# Copa Digicel de las Islas Caimán
La Copa Digicel de las Islas Caimán es una copa de fútbol de las Islas Caimán, celebrado por primera vez en 2006, y es patrocinado por Digicel.

## Ganadores
- 2005/06: Money Express 2-0 George Town SC
- 2006/07: Scholars International bt Tigers FC
- 2007/08: Roma United 1-0 George Town SC
- 2008/09: Elite SC 4-1 Scholars International
- 2009/10: George Town SC 2-1 Bodden Town
- 2010/11: George Town SC 3-1 Roma United
- 2011/12: Elite SC 2-0 Bodden Town
- 2012/13: Scholars International 0-0 [prórroga, 7-6 pen] Elite SC

Copa del Presidente
- 2013/14 : Bodden Town FC 2-1 George Town SC
- 2014/15 : Bodden Town FC 1-1 Roma United [prórroga, 3-1 pen]
- 2015/16 : Roma United 2-1 Bodden Town FC [prórroga]
- 2016/17 : Scholars International 4-1 Bodden Town FC
- 2017/18 : Future SC 2-1 Scholars International
- 2018/19 : Academy SC 2-1 Roma United
- 2019/20 : Latinos FC 2-1 Scholars International
- 2020/21 : Latinos FC 3-0 Bodden Town FC

## Palmarés
| Club                   | Campeón | Vicecampeón | Años campeones y años vicecampeones      |
| Scholars International | 3       | 3           | 2007, 2009, 2013, 2017,2018, 2020        |
| Bodden Town            | 2       | 5           | 2010, 2012, 2014, 2015, 2016, 2017, 2021 |
| George Town SC         | 2       | 3           | 2006, 2008, 2010, 2011, 2014             |
| Elite SC               | 2       | 1           | 2009, 2012, 2013                         |
| Roma United            | 2       | 3           | 2008, 2011, 2015, 2016, 2019             |
| Latinos FC             | 2       | -           | 2020, 2021                               |
| Western Union FC       | 1       | -           | 2006                                     |
| Future SC              | 1       | -           | 2018                                     |
| Academy SC             | 1       | -           | 2019                                     |
| Tigers FC              | -       | 1           | 2007                                     |